# Holocentropus interruptus
Holocentropus interruptus är en nattsländeart som beskrevs av Banks 1914. Holocentropus interruptus ingår i släktet Holocentropus och familjen fångstnätnattsländor. Inga underarter finns listade i Catalogue of Life.